# وایز
وایز (انگلیسی: Wise) شرکت خدمات مالی مستقر در لندن است، که در سال ۲۰۱۱ توسط کریستو کرمن و تاوت هینریکوس دو بازرگان استونیایی تأسیس شده‌است.